# 60 mètres féminin aux championnats du monde d'athlétisme en salle 2022
Pour un article plus général, voir Championnats du monde d'athlétisme en salle 2022.
Navigation
2018 2023
L'épreuve du 60 mètres féminin des championnats du monde en salle de 2022 se déroule le 19 mars 2022 dans la Štark Arena de Belgrade, en Serbie. 

## Résultats

### Séries
Les 3 premières de chaque série (Q) et les 6 meilleurs temps (q) se qualifient pour les demi-finales.
| Rang | Série | Couloir | Athlète                      | Pays              | Temps  | Notes |
| ---- | ----- | ------- | ---------------------------- | ----------------- | ------ | ----- |
| 1    | 3     | 5       | Mikiah Brisco                | États-Unis        | 7 s 03 | Q, PB |
| 2    | 6     | 3       | Briana Williams              | Jamaïque          | 7 s 06 | Q, PB |
| 3    | 1     | 5       | Marybeth Sant-Price          | États-Unis        | 7 s 07 | Q     |
| 4    | 4     | 3       | Ewa Swoboda                  | Pologne           | 7 s 10 | Q     |
| 5    | 3     | 8       | Géraldine Frey               | Suisse            | 7 s 11 | Q, PB |
| 6    | 5     | 6       | Daryll Neita                 | Grande-Bretagne   | 7 s 13 | Q     |
| 7    | 3     | 4       | Zoe Hobbs                    | Nouvelle-Zélande  | 7 s 13 | Q, AR |
| 8    | 1     | 4       | Zaynab Dosso                 | Italie            | 7 s 14 | Q, NR |
| 9    | 5     | 5       | Shericka Jackson             | Jamaïque          | 7 s 16 | Q     |
| 10   | 2     | 3       | Mujinga Kambundji            | Suisse            | 7 s 17 | Q     |
| 11   | 4     | 8       | Lotta Kemppinen              | Finlande          | 7 s 19 | Q     |
| 12   | 3     | 6       | Patrizia van der Weken       | Luxembourg        | 7 s 21 | q, NR |
| 13   | 1     | 2       | Claudia Payton               | Suède             | 7 s 21 | Q, PB |
| 14   | 4     | 6       | Anthonique Strachan          | Bahamas           | 7 s 22 | Q     |
| 15   | 1     | 1       | Gina Bass                    | Gambie            | 7 s 22 | q, SB |
| 16   | 5     | 1       | Diana Vaisman                | Israël            | 7 s 23 | Q, NR |
| 17   | 2     | 6       | Michelle-Lee Ahye            | Trinité-et-Tobago | 7 s 23 | Q     |
| 18   | 2     | 4       | María Isabel Pérez           | Espagne           | 7 s 23 | Q     |
| 18   | 6     | 6       | Pia Skrzyszowska             | Pologne           | 7 s 23 | Q     |
| 20   | 1     | 6       | Lorène Bazolo                | Portugal          | 7 s 24 | q     |
| 21   | 3     | 2       | Molly Scott                  | Irlande           | 7 s 26 | q     |
| 22   | 4     | 2       | Vitória Cristina Rosa        | Brésil            | 7 s 27 | q     |
| 23   | 2     | 7       | Ida Karstoft                 | Danemark          | 7 s 29 | q     |
| 24   | 4     | 4       | N'Ketia Seedo                | Pays-Bas          | 7 s 30 |       |
| 25   | 6     | 2       | Cheyanne Evans-Gray          | Grande-Bretagne   | 7 s 30 | Q     |
| 26   | 6     | 1       | Aurora Berton                | Italie            | 7 s 30 |       |
| 27   | 2     | 2       | Bassant Hemida               | Égypte            | 7 s 31 | NR    |
| 28   | 5     | 2       | Rani Rosius                  | Belgique          | 7 s 33 |       |
| 29   | 6     | 4       | Gina Lückenkemper            | Allemagne         | 7 s 33 |       |
| 30   | 6     | 8       | Dutee Chand                  | Inde              | 7 s 35 | SB    |
| 31   | 5     | 4       | Viktória Forster             | Slovaquie         | 7 s 35 |       |
| 32   | 5     | 3       | Rafaéla Spanoudaki-Hatziriga | Grèce             | 7 s 35 |       |
| 33   | 2     | 5       | Jasmine Abrams               | Guyana            | 7 s 36 |       |
| 34   | 2     | 1       | Rosalina Santos              | Portugal          | 7 s 37 |       |
| 35   | 1     | 8       | Marina Andreea Baboi         | Roumanie          | 7 s 38 |       |
| 36   | 6     | 5       | Eva Kubíčková                | Tchéquie          | 7 s 38 |       |
| 37   | 3     | 7       | Farzaneh Fasihi              | Iran              | 7 s 39 |       |
| 38   | 2     | 8       | Kristina Knott               | Philippines       | 7 s 39 | SB    |
| 39   | 4     | 7       | Milana Tirnanić              | Serbie            | 7 s 42 |       |
| 40   | 1     | 3       | Monika Weigertová            | Slovaquie         | 7 s 43 |       |
| 41   | 4     | 5       | Olivia Fotopoulou            | Chypre            | 7 s 45 |       |
| 42   | 6     | 7       | Aziza Sbaity                 | Liban             | 7 s 47 | NR    |
| 43   | 3     | 3       | Guðbjörg Jóna Bjarnadóttir   | Islande           | 7 s 47 |       |
| 44   | 5     | 7       | Carla Scicluna               | Malte             | 7 s 71 |       |
| 45   | 1     | 7       | Winfrida Makenji             | Tanzanie          | 7 s 71 | PB    |
| 46   | 5     | 8       | Charlotte Afriat             | Monaco            | 8 s 06 | SB    |
|      | 3     | 1       | Rosângela Santos             | Brésil            | DQ     |       |

### Demi-finales
Les 2 première de chaque série (Q) et les 2 meilleurs temps (q) se qualifient pour la finale.
| Rang | Série | Couloir | Athlète                | Pays              | Temps  | Notes |
| ---- | ----- | ------- | ---------------------- | ----------------- | ------ | ----- |
| 1    | 1     | 4       | Ewa Swoboda            | Pologne           | 7 s 03 | Q     |
| 2    | 2     | 6       | Mikiah Brisco          | États-Unis        | 7 s 03 | Q, PB |
| 3    | 1     | 3       | Marybeth Sant-Price    | États-Unis        | 7 s 05 | Q     |
| 4    | 1     | 6       | Shericka Jackson       | Jamaïque          | 7 s 08 | q, PB |
| 5    | 2     | 4       | Mujinga Kambundji      | Suisse            | 7 s 08 | Q     |
| 6    | 3     | 3       | Briana Williams        | Jamaïque          | 7 s 08 | Q     |
| 7    | 3     | 4       | Michelle-Lee Ahye      | Trinité-et-Tobago | 7 s 14 | Q, SB |
| 8    | 3     | 2       | Vitória Cristina Rosa  | Brésil            | 7 s 14 | q, AR |
| 9    | 3     | 6       | Géraldine Frey         | Suisse            | 7 s 15 |       |
| 10   | 3     | 5       | Daryll Neita           | Grande-Bretagne   | 7 s 15 |       |
| 11   | 2     | 8       | Zoe Hobbs              | Nouvelle-Zélande  | 7 s 16 |       |
| 12   | 2     | 5       | Zaynab Dosso           | Italie            | 7 s 16 |       |
| 13   | 1     | 7       | Anthonique Strachan    | Bahamas           | 7 s 17 | PB    |
| 14   | 2     | 3       | Pia Skrzyszowska       | Pologne           | 7 s 17 |       |
| 15   | 1     | 5       | Lotta Kemppinen        | Finlande          | 7 s 19 |       |
| 16   | 2     | 7       | Cheyanne Evans-Gray    | Grande-Bretagne   | 7 s 19 | PB    |
| 17   | 1     | 8       | Diana Vaisman          | Israël            | 7 s 20 | NR    |
| 18   | 3     | 7       | María Isabel Pérez     | Espagne           | 7 s 20 |       |
| 19   | 1     | 1       | Molly Scott            | Irlande           | 7 s 23 |       |
| 20   | 1     | 2       | Lorène Bazolo          | Portugal          | 7 s 24 |       |
| 21   | 2     | 1       | Patrizia van der Weken | Luxembourg        | 7 s 28 |       |
| 22   | 2     | 2       | Ida Karstoft           | Danemark          | 7 s 30 |       |
| 23   | 3     | 1       | Gina Bass              | Gambie            | 7 s 31 |       |
|      | 3     | 8       | Claudia Payton         | Suède             | DQ     |       |

### Finale
| Rang               | Couloir | Athlète               | Pays              | Temps  | Notes |
| ------------------ | ------- | --------------------- | ----------------- | ------ | ----- |
| Médaille d'or      | 7       | Mujinga Kambundji     | Suisse            | 6 s 96 | WL    |
| Médaille d'argent  | 4       | Mikiah Brisco         | États-Unis        | 6 s 99 | PB    |
| Médaille de bronze | 3       | Marybeth Sant-Price   | États-Unis        | 7 s 04 | PB    |
| 4                  | 5       | Ewa Swoboda           | Pologne           | 7 s 04 |       |
| 5                  | 6       | Briana Williams       | Jamaïque          | 7 s 04 | PB    |
| 6                  | 1       | Shericka Jackson      | Jamaïque          | 7 s 04 | PB    |
| 7                  | 8       | Michelle-Lee Ahye     | Trinité-et-Tobago | 7 s 11 |       |
| 8                  | 2       | Vitória Cristina Rosa | Brésil            | 7 s 21 |       |

## Légende
Records et Performances
- AR : Record continental (area record)
- CR : Record des championnats (championship record)
- MR : Record du meeting (meet record)
- NR : Record national (national record)
- OR : Record olympique (olympic record)
- PR : Record paralympique (paralympic record)
- PB : Record personnel (personal best)
- SB : Meilleure performance personnelle de la saison (season's best)
- WL : Meilleure performance mondiale de l'année (world leader)
- WJR : Record du monde junior (world junior record)
- WR : Record du monde (world record)

Circonstances et Conditions
- DNF : N'a pas terminé (did not finish)
- DNS : N'a pas pris le départ (did not start)
- DQ : Disqualification (disqualification)
- NM : Aucun essai valable enregistré (No Mark)
- Q : Qualifié « directement » au prochain tour (ou à la prochaine compétition), lors d'une compétition majeure, grâce au classement ou à la réalisation des minima (automatic qualifier)
- q : Qualifié au prochain tour (ou à la prochaine compétition), lors d'une compétition majeure, grâce au repêchage ou à la réalisation de l'une des meilleures performances parmi celles des « non qualifiés directement » (grâce au meilleur temps ou à la meilleure distance par exemple) (secondary qualifier)